# 小狗華爾滋
小狗華爾滋是日本電視台50周年紀念劇第1彈，於2004年4月至6月播出，共11集的日本電視劇。平均收視率8.4%。此劇在台視曾以雙語、中文字幕在《台視日劇館》時段播出，首播日期是2005年3月3日。

## 劇情
保育院长大的盲女櫻木葉音，在湖畔的一间饭店裡从事按摩师的工作，因为自己不幸的人生，而对任何人都不信任，这样的她拥有的只有陪伴在身边的小狗，以及每晚独自弹奏的钢琴而已……

## 演員
- 安倍夏美（櫻木葉音）
- 西島秀俊（水無月芯也）
- 風間徹（水無月器一）
- 岡本健一（水無月譜三彦）
- 杉浦幸（水無月律子）
- 塚地武雅（水無月唱吾）
- 赤座美代子（水無月千世）
- 市原隼人（諾帝）
- 加藤夏希（宝生光）
- 忍成修吾（志賀知樹）
- 近野成美（森歌乃）
- 松下奈緒（鴻池聖香）
- 三浦理恵子（輪島舞子）
- 酒井和歌子（片岡久枝）
- 小柳留美子（志賀華子）

## 製作人員
- 編劇：吉野万理子（最終回劇本為野島伸司）
- 企畫：野島伸司
- 配樂：千住明
- 製作人：伊藤響、北島和久、大塚泰之
- 導演：吉野洋、長沼誠、大谷太郎

## 音樂
該劇的主題曲為安倍夏美所演唱的「總是要活下去」（だって生きてかなくちゃ）。其中一大特點就是每一集都會介紹一位古典音樂家，並配合他所作的鋼琴曲當作該集的配樂。
1. 蕭邦【幻想即興曲】【馬厝卡舞曲】
2. 德布西【棕髮少女】【老頑固博士】
3. 舒曼【狩獵之歌】
4. 李斯特【鐘】
5. 莫札特【土耳其進行曲】
6. 舒伯特【樂興之時】
7. 布拉姆斯【匈牙利舞曲】
8. 貝多芬【命運交響曲】
9. 薩悌【諾斯替教派】
10. 柴可夫斯基【天鵝湖～情景】
11. 巴哈【小短調賦格】

## 得獎記錄
第41回日劇學院賞 最佳新人：近野成美

## 外部連結
- （日語）官方網站 （页面存档备份，存于）

| 日本 日本電視台 週六連續劇             | 日本 日本電視台 週六連續劇           | 日本 日本電視台 週六連續劇 |
| -------------------------------------- | ------------------------------------ | -------------------------- |
|                                        | 小狗華爾滋 （2004.1.17 - 2004.3.13） |                            |
| 致命的一夜情 （2004.4.17 - 2004.6.26） | 愛情一本 （2004.7.10 - 2004.9.18）   |                            |